# Мисан Віктор Олександрович
Віктор Олександрович Мисан (нар. 1 березня 1957, с. Черепашинці Калинівського району Вінницької області — український педагог, учитель вищої кваліфікаційної категорії, учитель-методист. Заслужений вчитель України (1996). Відмінник освіти України (2002). Кандидат педагогічних наук (2003). Нагороджений Почесною грамотою Міністерства освіти і науки України (1992).

## Життєпис
Закінчив Немирівське педагогічне училище ім. Марка Вовчка (1976), історичний факультет Вінницького державного педагогічного інституту ім. М. Островського (1980), аспірантуру Рівненського державного педагогічного інституту ім. Д. Мануїльського (1993).
Працював учителем історії Комінтернівської середньої загальноосвітньої школи (1980-1981); методистом кафедри етики та естетики Вінницького державного педагогічного інституту ім. М. Островського (1982-1984); учителем історії та заступником директора з навчально-виховної роботи середньої загальноосвітньої школи № 2 м. Рівне (1984-1993); учителем історії та заступником директора з науково-методичної роботи Рівненського обласного ліцею-інтернату (1993-1998); доцентом кафедри, завідувачем кафедри всесвітньої історії та методик викладання суспільних дисциплін Міжнародного економіко-гуманітарного університету імені академіка С. Дем'янчука (1998-2007).
Член журі завершального етапу І-ІІІ, ХІ, ХІІ Всеукраїнських олімпіад юних істориків (1996-1998, 2006, 2007). Член редколегії часописів «Історія в школах України», «Віхи століть».
Учасник міжнародних освітніх проектів: «Нову історію — в нову добу» (20012004), «Розвиток громадянської освіти в Україні» (2005-2006), «Громадянська освіта — Україна» (2006-2007). Делегат I та II з'їздів освітян України.

## Доробок
Автор понад 100 наукових, навчально-методичних праць, серед них:
- «Оповідання з історії України» (1995, 1997, 1998, 2001, 2003),
- «Джерело» (1997),
- «Історія України. Друга половина XVI — перша половина XVII ст. 8 кл.» (1997)
- «Історія України. Друга половина XVII — кінець XVIII ст. 8 кл.» (1997),
- «Історія України. Кінець XVIII — перша половина XIX ст. 9 кл.» (1997),
- «Історія України. Друга половина XIX — початок XX ст. 9 кл.» (1997),
- «Вступ до історії України» (2005, 2006).